# Abráziós barlang

A capri Kék barlang

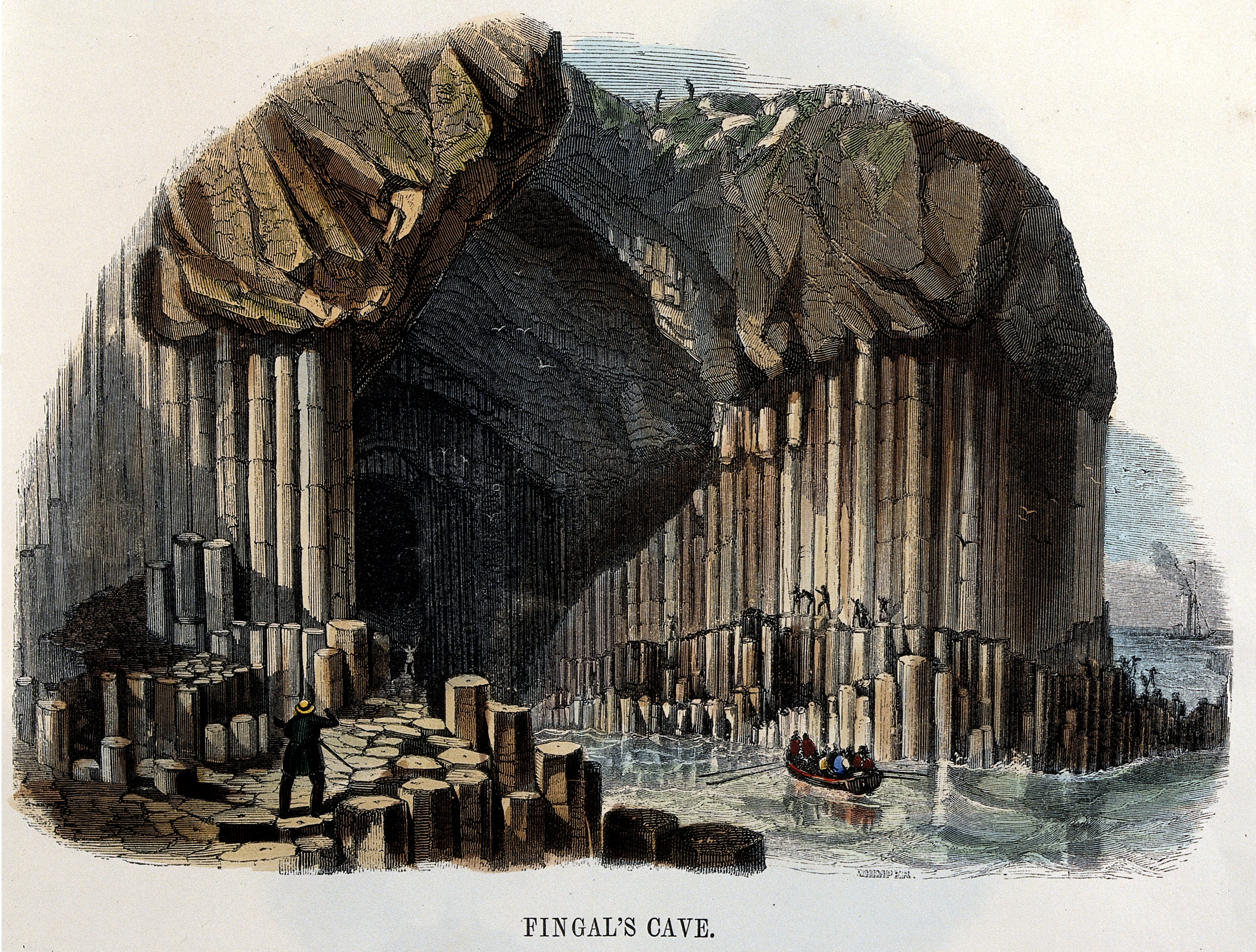
A Fingal-barlang bejárata

Az abráziós barlangok a tengervíz hullámmozgásának ereje és a hullámzó víz által mozgatott partszegélyi kőzettörmelék eróziós koptatása által kialakuló barlangok.

## Kialakulásuk
A hullámzás romboló hatásának két fő tényezője a hullámnyomás és a hullámtörés.
A partnak csapódó hullám nyomását külön erre a célra kifejlesztett hullámdinamométerrel mérik; a a legerősebb hullámokat Skócia partjainál tapasztalták. Sokáig a szárazföldtől nyugatra, a Skerryvore világítótoronynál mért 29,7 t/m² volt a rekord, majd ezt az Északi-tenger partján, Dunbarnál elhelyezett műszer 38,3 t/m² nyomásértéke jócskán meghaladta. Skóciában a viharos téli hónapokban mért nyomásértékek jellemzően több mint háromszor nagyobbak a nyáron észlelteknél.
A hullámtörés az a jelenség, amikor a meredek partfalnak ütköző gyors és magas hullámhegyből jelentékeny víztömegek leszakadnak, és sugárszerűen felszöknek a partfalon. Ez leginkább a magányosan álló szigetek és szirtek partfalain fordul elő; az ilyen helyeken a vízsugarak akár 30–40 méterrel a tengerszint fölé is fellőhetnek. Ezek a hirtelen erőhatások összepréselik a kőzet hasadékait, repedéseit kitöltő levegőt, amely a hullám visszavonultával előtör résből, majd a következő hullám újra bepréseli. Ez az ki-be mozgás roncsolja a kőzete, de még ennél is jelentősebb a partnak csapódó hullámok okozta, a partszegélytől több méterre is jól érezhető rezgések hatása. A hullámok romboló munkáját (az abráziót) jelentősen erősíti, ha a part tövében annak nekicsapható törmelékanyag halmozódik fel.
Abráziós barlangok a legkönnyebben olyan helyeken alakulnak ki, ahol a kőzet
- viszonylag puha — ilyen Capri szigetének fő látványossága, a Kék barlang (Grotta Azzurra) vagy
- eleve töredezett — ilyen a Belső-Hebridákhoz tartozó Mull szigetén oszlopos bazaltban kialakult Fingal-barlang (Fingal's Cave).

## Hasznosításuk
A tengeri abráziós barlangok gyakran a halászok menedékei, ahová a vihar elől húzódnak be. Mások — különösen a rejtett nyílásúak — tengeri rablók bázisaiként híresültek el. Egyesek a 20. század tengeri hadviselésében kaptak jelentős szerepe, mint tengeralattjárók bázisai, kivételesen rakéták telephelyei (e célokra leginkább a kis tengerjárású perem- és beltengerek abráziós barlangjai alkalmasak).